# Serbia Strong
Serbia Strong (srbsky Србија јака, Srbija jaka) je přezdívka srbského nacionalistického, antichorvatského a antibosňáckého (antimuslimského) propagandistického videoklipu z období jugoslávských válek. Píseň se celosvětově rozšířila mezi krajně pravicovými a alternativně pravicovými skupinami jako mem, který odkazuje na náboženskou čistku muslimů a obhajuje ji.
Píseň se původně jmenovala „Karadžić, Lead Your Serbs“ (srbsky Караџићу, води Србе своје, Karadžiću, vodi Srbe svoje) v narážce na vojenského vůdce bosenských Srbů a odsouzeného válečného zločince Radovana Karadžiće. Známá je také pod názvy „God Is a Serb and He Will Protect Us“ (srbsky Бог је Србин и он ће нас чувати, Bog je Srbin i on će nas čuvati) a „Remove Kebab“.

## Pozadí událostí

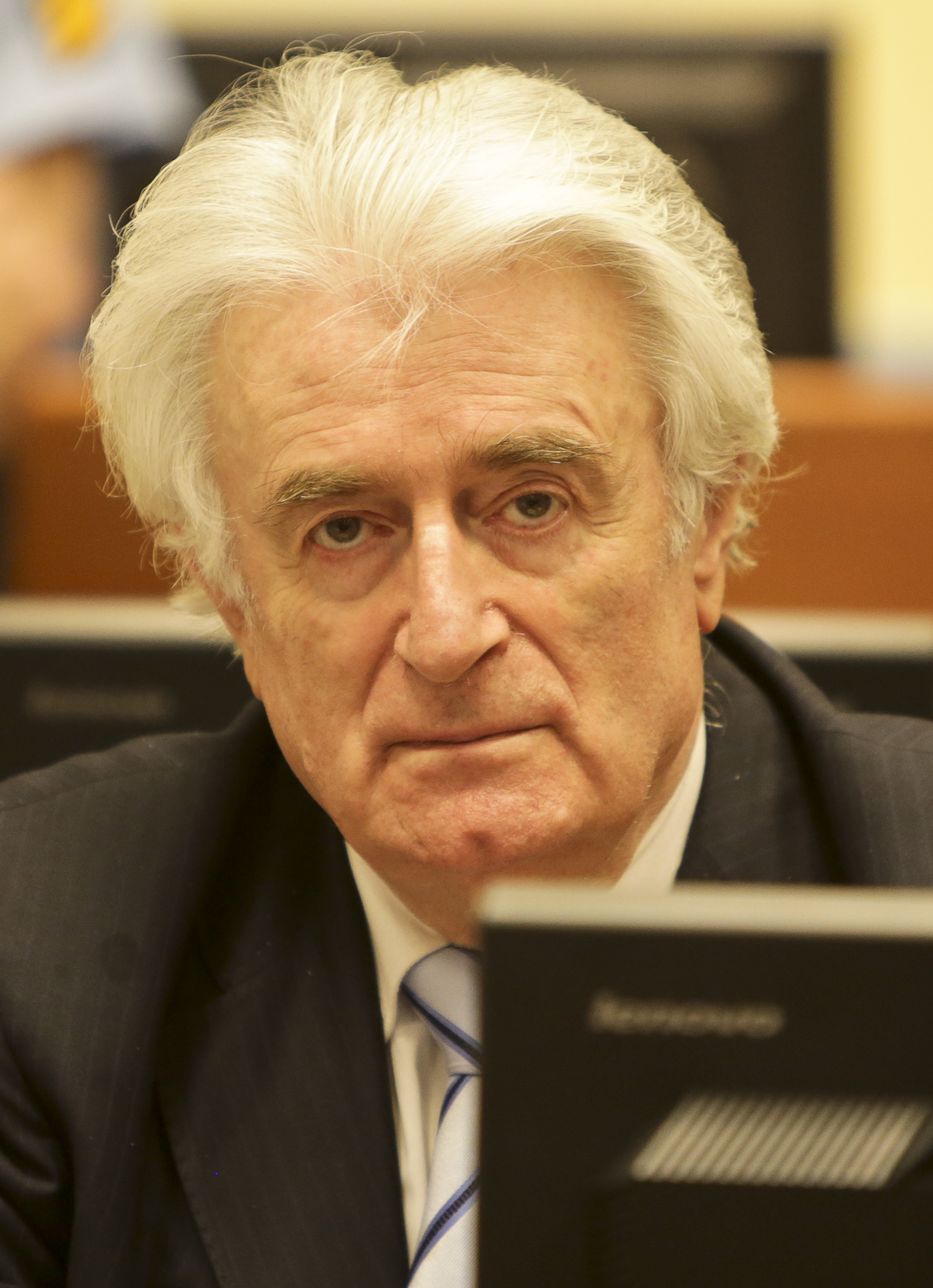
Bosensko–srbský politik Radovan Karadžić.

V době vrcholících mezietnických válek v 90. letech 20. století, jež vedly k rozpadu Jugoslávie, byla v roce 1993 nahrána píseň s názvem „Karadžiću, vodi Srbe svoje“ (anglicky Karadžić, Lead Your Serbs). Vznikla jako morální povzbuzení srbských jednotek během jedné z válek. Ve videoklipu zpívají čtyři muži v srbských polovojenských uniformách na místě s kopcovitým terénem v pozadí. Ve zfalšované verzi videoklipu, která je populární na internetu, se objevují záběry zajatých muslimských vězňů ve válečných internačních táborech řízených Srby.
Části melodie se snaží vzbudit v odpůrcích pocit předtuchy verši jako „Vlci přicházejí – pozor, ustašovci a Turci“. V písni jsou použity hanlivé výrazy, například „ustašovci“ v narážce na ultranacionalistické a fašistické chorvatské bojovníky a „Turci“ pro Bosňáky, přičemž text varuje, že si pro ně Srbové pod vedením Radovana Karadžiče přicházejí.
Obsah písně oslavuje srbské bojovníky a zabíjení Bosňáků a Chorvatů spolu s válečným vůdcem bosenských Srbů Radovanem Karadžičem, který byl dne 24. března 2016 shledán vinným z genocidy bosenských Muslimů a zločinů proti lidskosti během bosenské války (součást jugoslávských válek). Karadžić byl odsouzen za „pronásledování, vyhlazování, deportaci, násilný transfer a vraždu v souvislosti s kampaní, jejímž cílem bylo vyhnat bosenské Muslimy a Chorvaty z vesnic nárokovaných srbskými silami“. Dne 20. března 2019 bylo jeho odvolání zamítnuto a čtyřicetiletý trest mu byl zvýšen na doživotí. Během bosenské války sloužila píseň jako pochodová hymna nacionalistických srbských polovojenských jednotek (obnovení „četnici“).
Píseň byla několikrát přepsána do různých jazyků a zachovala si militantní protibosenskou tematiku. „Remove Kebab“ je název písně používaný krajní pravicí. Militantní protibosenská tematika se projevuje mj. tím, že se v písni hovoří o obraně Srbů, doslovný překlad písně zní: "Od Bihaće po Petrovac celá srbská země byla napadnuta. Karadžići, veď své Srby, ať je vidět, že se nikoho nebojí. Oj, machometáni, chorvatští ustašovci, nedotýkejte se našeho krbu. Z Krajiny vyšli vlci, střezte se, ustašovci a Turci. Bojujeme na obranu srbského rodu, je nám drahá svoboda. Karadžići, veď své Srby, ať je vidět, že se nikoho nebojí." 

## Internetová popularita
Mezi lety 2006 a 2008 se na internetu objevily četné úpravy videa, původně natočeného pro zesměšňující televizní pořad Četnovizija, kde se v polovině 1. desetiletí 21. století objevilo mnoho parodií na tento meme, které se videu vysmívaly pro jeho agresivní nacionalistický charakter. Známý je případ, kdy turecký uživatel parodoval nálady srbských nacionalistů na internetu satirickou nesouvislou tirádou, která končila opakováním fráze „remove kebab“ („odstraňte kebab“). Ačkoli původním záměrem tohoto memu bylo parodovat rasismus, původní význam memu se ztratil, jakmile se stal běžným v diskurzu alternativní pravice.
Meme si získal popularitu mezi fanoušky Hearts of Iron IV a Europa Universalis IV, velkých strategických počítačových her od Paradox Interactive, kde odkazoval na hráče usilujícího o porážku Osmanské říše nebo jiných islámských národů v rámci těchto her. Slovo „kebab“ bylo nakonec zakázáno na oficiálních fórech Paradox Interactive kvůli jeho používání alternativní pravicí a ultranacionalisty. Krátce po střelbě v mešitě v Christchurchi byl meme zakázán i v komunitách na Redditu založených kolem her od Paradox Interactive.
Popularita písně časem vzrostla u radikálních složek mnoha pravicových skupin na Západě. Mnohem známější je však ve zbytku světa než na Balkáně. Novislav Đajić, v písni údajně hráčem na akordeon, se od té doby stal rozšířeným 4chan memem nazývaný „Dat Face Soldier“ nebo jeho samotná image jako „Remove Kebab“. Đajić byl v Německu odsouzen za podíl na vraždě 14 lidí během války, což vedlo k pětiletému trestu odnětí svobody a deportaci do jiné země po odpykání trestu v roce 1997.
Mem se objevil ve více než 800 vláknech na subredditu r/The_Donald a proslavila jej alternativní pravice.
Akademický výzkum zjistil, že v datovém souboru získaném v roce 2018 pomocí scrapingu Know Your Meme tvořil „Remove Kebab“ 1 z každých 200 záznamů na komunitu v datovém souboru vybraném pro politické memy. Obzvláště častý byl na Gabu – webu, který „přitahuje alternativně pravicové uživatele, konspirační teoretiky, trolly a vysoké objemy nenávistných projevů“.

### Útok na mešity v Christchurchi
Brenton Harrison Tarrant, australský pachatel střelby v mešitě v Christchurchi, měl na jedné ze svých zbraní napsáno „Remove Kebab“. Ve svém manifestu The Great Replacement (pojmenovaném podle stejnojmenné krajně pravicové teorie z Francie od spisovatele Renauda Camuse) sám sebe označuje za „odstraňovače kebabu na částečný úvazek“. Několik minut před střelbou také živě natáčel, jak si píseň přehrává v autě.
Po střelbě byla z YouTube odstraněna různá videa s touto písní, včetně některých s více než milionem zhlédnutí. Následně uživatelé této online platformy skladbu znovu nahráli na „protest proti cenzuře“. Hlavní zpěvák písně Željko Grmuša po střelbě v rozhovoru řekl: „Je hrozné, co ten chlap na Novém Zélandu udělal, samozřejmě tento čin odsuzuji. Je mi líto všech těch nevinných lidí. Ale byl to on, kdo začal zabíjet a udělal by to bez ohledu na to, jakou písničku by poslouchal.“